# Parc national de Hiidenportti
Le parc national de Hiidenportti (en finnois : Hiidenportin kansallispuisto) est un parc national finlandais situé dans l'est du pays, dans le Kainuu. Il a été créé en 1982 pour préserver les tourbières et les forêts sèches, les landes et les marais. Le parc couvre 45 kilomètres carrés.

## Description
Les deux tiers de la superficie sont des forêts de conifères. Les forêts d’État quasi naturelles ont en moyenne entre 100 et 150 ans. Les dernières exploitations forestières ont été faites au début du XXe siècle.
L’attraction la plus connue du parc est le ravin Hiidenportti (littéralement « porte de Hiisi ») avec des falaises verticales.

## Faune
La région abrite des grands carnivores dont l’ours brun, le glouton et le lynx. Le loup gris est un visiteur occasionnel. Le castor américain vit dans la rivière Porttijoki et ses traces peuvent être vues le long de la rivière. Pour la faune aviaire, les espèces nordiques sont courantes, telles que les pinsons du nord et les bruants rustiques; aussi le mésangeai imitateur peut être vu dans la région. Le grand tétras et le tétras lyre sont abondants. Les espèces rares comprennent la grue commune, le balbuzard pêcheur, le plongeon arctique, la chouette lapone et le rossignol à flancs roux. La chouette lapone est également représentée dans l’emblème du parc.
Dans une recherche fondamentale menée en 1992, un total de 164 grandes et 186 petites espèces de papillons ont été identifiées. Entre autres, Catocala adultra, la teigne empereur et la Xestia sincera en voie de disparition ont été vues.